# Người Nhật tại Việt Nam
Người Nhật tại Việt Nam bao gồm chủ yếu những công dân Việt Nam có gốc gác tổ tiên người Nhật cũng như người Nhật sống và làm việc tại Việt Nam. Đến năm 2016, có khoảng 16.145 công dân Nhật Bản sinh sống ở Việt Nam, phần lớn ở khu vực Hà Nội.

## Lịch sử

### Thời kỳ trung đại

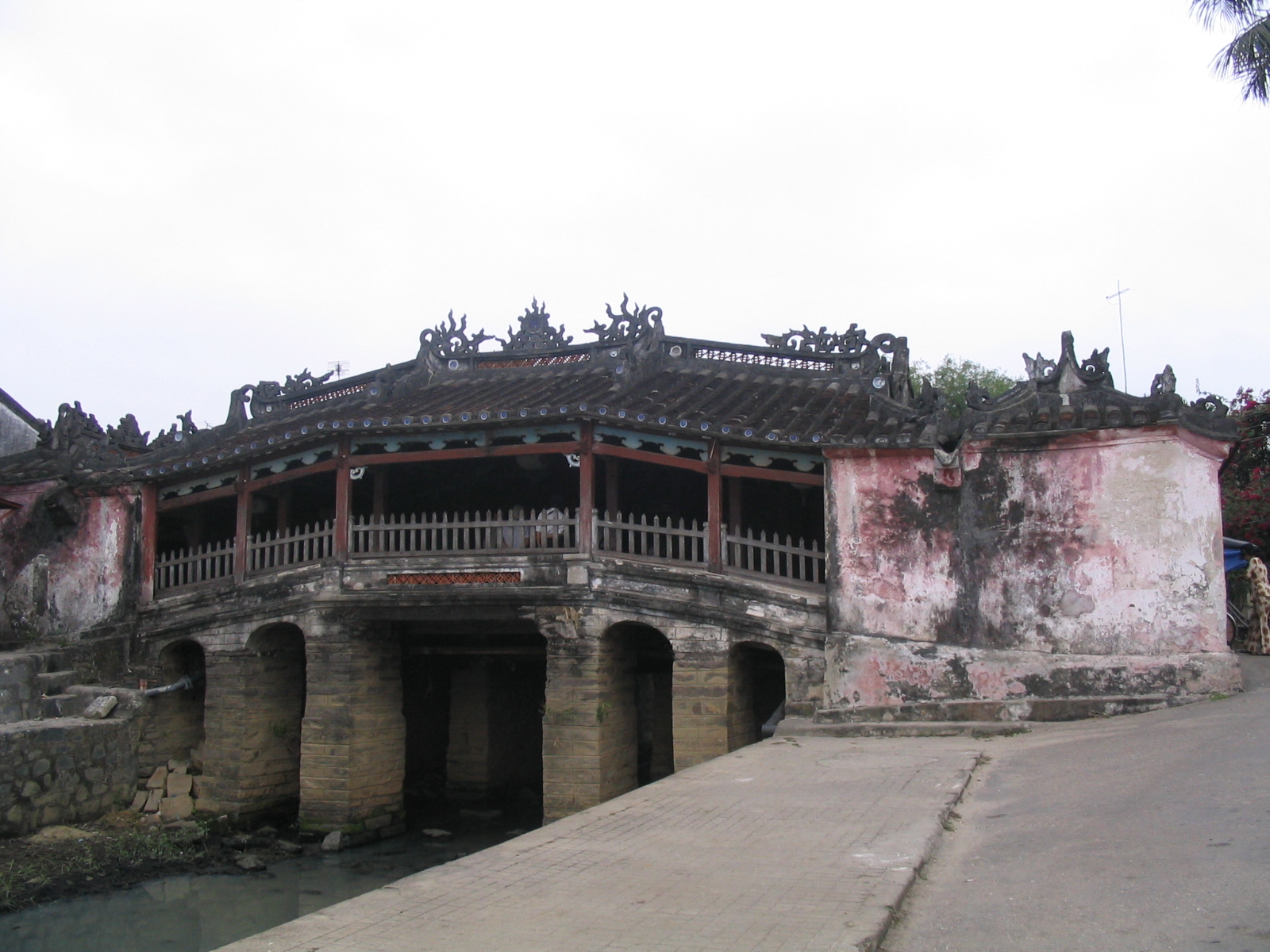
Chùa Cầu, một kiến trúc chùa cầu người Nhật xây dựng tại Hội An.

Trong một khoảng thời gian ngắn từ thế kỷ 16 đến thế kỷ 17, hoạt động của người Nhật ở khu vực Đông Nam Á và lân cận bùng nổ. Nhiều cộng đồng Nhật Bản lớn đáng kể, được gọi là Nihonmachi trong tiếng Nhật, những nơi họ có những ảnh hưởng lớn về kinh tế và chính trị. Một trong những cộng đồng này cư trú tại Hội An thuộc quyền cai quản của các Chúa Nguyễn, Miền Nam Việt Nam. Cộng đồng người Nhật ở đây khá là bé, bao gồm chừng vài chục hộ.
Trong thế kỷ 17, cộng đồng người Nhật Bản ở Hội An dần dần nhỏ lại và biến mất, pha trộn vào cộng đồng người Việt ở địa phương. Việc hôn phối không chỉ diễn ra trong cộng đồng Nihonmachi, mà còn giữa người Nhật và người Việt (trong đó có trường hợp hôn phối với quý tộc chúa Nguyễn). Việc này có bằng cớ thông qua các ghi chép, bia mộ, và các bằng chứng liên quan khác. Hậu duệ của các gia đình này vẫn giữ các tín vật liên quan tới mối liên kết của họ đối với Việt Nam.

## Thời kỳ hiện đại
Trong thời kỳ Chiến tranh thế giới thứ 2, người Nhật Bản xâm lăng Việt Nam khi này do Pháp bảo hộ và bắt đầu xây dựng căn cứ để chống lại Đồng Minh ở Đông Nam Á. Quân đội Nhật lưu lại tại Việt Nam cho tới khi Nhật Bản đầu hàng đồng minh vào năm 1945. Hoạt động này đã để lại nhiều cuộc phối ngẫu giữa người Việt Nam và lính Nhật; và có nhiều lính Nhật đã ở lại Việt Nam và chiến đấu trong hàng ngũ Việt Minh chống lại người Pháp.
Thời kỳ Chiến tranh Việt Nam, nhiều người Nhật đã viếng thăm miền Bắc Việt Nam và một lượng đáng kể người Nhật đã sang miền Nam Việt Nam làm việc trong các công ty xây dựng dịch vụ. Thời gian gần đây, nhiều người Nhật đã đến và ở lại Việt Nam vì nhiều lý do khác nhau. Trong số đó, lý do chính là các công việc xây dựng, sản xuất và dịch vụ tài chính. Ngoài ra còn các công việc viện trợ của chính phủ Nhật Bản (Nhật Bản đang là nước viện trợ lớn nhất cho Việt Nam). Theo Japan Foundation, Hà Nội có khoảng 5000 công dân Nhật sinh sống.

## Giáo dục
Có 3 Trường quốc tế Nhật Bản ở Việt Nam:
- Trường Nhật Bản tại Hà Nội (JSH)[7] ở Nam Từ Liêm, Hà Nội
- Trường Quốc tế Nhật Bản (JIS)[8] ở Hà Đông, Hà Nội
- Trường Nhật Bản tại thành phố Hồ Chí Minh[9]

Trường phụ đạo tiếng Nhật thành phố Hồ Chí Minh, một chương trình bổ trợ, được tổ chức tại thành phố Hồ Chí Minh.